# Rogelio Delgado
Rogelio Wilfrido Delgado Casco (født 12. oktober 1959 i Asunción, Paraguay) er en paraguayansk tidligere fodboldspiller (forsvarer).

## Karriere
Delgado spillede 53 kampe og scorede seks mål for Paraguays landshold. Han repræsenterede sit land ved VM 1986 i Mexico, og spillede alle paraguayanernes fire kampe i turneringen, hvor holdet blev slået ud i 1/8-finalen.
På klubplan spillede Delgado 11 år hos Asunción-storklubben Olimpia. Her var han med til at vinde en lang række titler, blandt andet hele syv paraguayanske mesterskaber, en Copa Libertadores-titel samt en udgave af Intercontinental Cup. Han havde også udlandsophold hos både Independiente i Argentina samt Universidad i Chile, og vandt mesterskaber med begge klubber.

## Titler
Primera División de Paraguay
- 1978, 1979, 1980, 1981, 1982, 1983 og 1985 med Olimpia

Copa Libertadores
- 1979 med Olimpia

Copa Interamericana
- 1979 med Olimpia

Intercontinental Cup
- 1979 med Olimpia

Primera División de Argentina
- 1989 med Independiente

Primera División de Chile
- 1994 med Universidad